# کروملین، ولز
کروملین (به انگلیسی: Crumlin) یک شهرک در ولز است که در شهرستان مستقل کرفیلی واقع شده‌است. کروملین ۵٬۹۴۷ نفر جمعیت دارد.